# Andrena chaetogastra
Andrena chaetogastra là một loài Hymenoptera trong họ Andrenidae. Loài này được Pittioni mô tả khoa học năm 1950.